# Bătălia de la Dobrici (1916)
Bătălia de la Dobrici sau Bătălia de la Bazargic a fost o bătălie din primul război mondial, parte a campaniei românești, care s-a încheiat cu victoria trupelor bulgare și retragerea trupelor ruso-române spre Cobadin, pe linia Oltina - Kara Omer - Mangalia. În ciuda efectivelor reduse, Armata a 3-a (bg.: Трета българска армия) a ieșit victorioasă. 

## Bătălia
Odată cu intrarea României în război, Armata a 3-a bulgară, sub comanda generalului Toșev, care era dispusă de-a lungul graniței româno-bulgare, a trecut la ofensivă și a invadat Dobrogea de Sud, teritoriu al României în acel moment. La Dobrici trupele bulgare s-au confruntat cu trupele române, cărora le-a venit în ajutor Corpul al 47-lea al armatei ruse (47-й армейский корпус). În ciuda superiorității numerice a Aliaților, armata bulgară a provocat o înfrângere grea trupelor ruso-române. Aliații au fost obligați să se retragă spre nord, în direcția Cobadin. La 7 septembrie bulgarii au intrat în Dobrici.

## Consecințe
Victoria bulgarilor a zădărnicit planurile române în Transilvania, care de asemenea au pierdut Dobrogea de Sud.
La Dobrici, soldații bulgari, pentru prima dată în istoria recentă a Bulgariei, au fost forțați să lupte împotriva trupelor ruse.